# Apocalipsis (miniserie)
The Stand (Apocalipsis en Hispanoamérica y Apocalipsis de Stephen King en España) es una miniserie de televisión estadounidense de terror suspense de 1994 dirigida por Mick Garris. Se divide en 4 capítulos y está basada en la novela homónima de Stephen King, quien también escribió el guion, la
produce y tiene un pequeño papel.
La adaptación corrió a cargo de Mick Garris por exigencia del propio King. El escritor no quería ver su popular y extensa novela llevada a las pantallas cinematográficas, así que después de años de ideas para adaptarla decidió que el proyecto se convertiría en una miniserie para TV de 6 horas de duración y dividida en 4 partes de 1 hora y media de duración. En varios países fue dividida en dos partes de tres horas cada una, mientras que la edición de DVD se redujo a cuatro partes: La plaga, Los sueños, La traición y Apocalipsis.

## Sinopsis
Visión épica de un futuro apocalíptico, en la que los supervivientes de una terrible plaga mundial han de elegir su lugar en la batalla definitiva del bien contra el mal que decidirá el destino de la humanidad. Los seguidores del diabólico Randall Flagg planean reconstruir el mundo en consonancia con su tenebrosa imagen, mientras que un valiente cuarteto dirigido por la vieja anciana Abigail Freemantle inicia una misión heroica contra Flagg y sus secuaces. Al enfrentarse a los más increíbles peligros, arriesgarán mucho más que sus vidas en un intento desesperado de resistir y derrotar al mal. 

## Reparto
- Gary Sinise como Stuart (Stu) Redman.
- Molly Ringwald como Frannie Goldsmith.
- Jamey Sheridan como Randall Flagg.
- Laura San Giacomo como Nadine Cross.
- Ruby Dee como Madre Abigail Freemantle.
- Ossie Davis como Juez Richard Farris.
- Miguel Ferrer como Lloyd Henreid.
- Corin Nemec como Harold Lauder.
- Matt Frewer como "El basuras".
- Adam Storke como Larry Underwood.
- Ray Walston como Glenn Bateman.
- Rob Lowe como Nick Andros.
- Bill Fagerbakke como Tom Cullen.
- Peter van Norden como Ralph Bredtner.
- Rick Aviles como El hombre rata.
- Max Wright como Dr. Herbert Denninger.
- Shawnee Smith como Julie Lawry.
- Cynthia Garris como Susan Stern.
- Kareem Abdul-Jabbar como El hombre que grita.
- Warren Frost como Dr. George Richardson.
- Joe Bob Briggs como Joe-Bob.
- Troy Evans como Sheriff Baker.
- Stephen King como Teddy Weizak.
- Tom Holland como Carl Hough.
- John Landis como Russ Dorr.
- Sam Raimi como Bobby Terry.
- Ray McKinnon como Charlie D. Campion
- Bridgit Ryan como Lucy Swann.
- Ken Jenkins como Peter Goldsmith.
- Mick Garris como Henry.

## Producción
- En un principio, el director de la película iba a ser George A. Romero, el proyecto quedó aplazado y Romero y King decidieron rendir un homenaje al cómic con Creepshow (1982).
- La intención era que aparecieran hileras de cadáveres crucificados al lado de las carreteras, que representarían a todos los que han ido en contra de Randall Flagg (de lo cual Glen Bateman hacía referencia en el libro). El problema fue que ello hacía la película muy costosa y demasiado violenta (se podría censurar), por lo que solo aparece un tipo crucificado.
- Podemos encontrar diversos cameos: los actores Ed Harris y Kathy Bates (protagonista de "Misery", de Stephen King) aceptaron intervenir sin salir en los títulos de crédito; el propio Stephen King; Sam Raimi (director de la trilogía "Evil Dead" y "Spider-Man"); Tom Holland (director de "Child's play-El muñeco diabólico" y Fright Night-Noche de miedo; John Landis (director de "Un hombre lobo americano en Londres"); Mick Garris (el director mismo de "Apocalipsis"). Incluso el jugador de baloncesto de Los Angeles Lakers, Kareem Abdul-Jabbar.
- Entre las opciones de Stephen King, Randall Flagg podría haber sido interpretado por varios actores (que en aquellos momentos trabajaban en otros proyectos): Sam Neill, Christopher Walken, Jeff Goldblum, Willem Dafoe... Pero finalmente se eligió a Jamey Sheridan y a King le gustó su interpretación.

## Diferencias con la novela
(SPOILERS)
- La principal omisión de la miniserie respecto al libro, son los diarios de Fran Goldsmith y Harold Lauder. Estos sirven para entender las razones por las que Harold comete la traición, ya que no es únicamente porque Fran eligió a Stu, sino que se abordan diversos temas.
- En la novela, Nick Andros pierde la visión parcialmente de un ojo cuando se enfrenta con el preso.
- Nadine Cross no se arroja por el balcón, sino que se arroja desde la terraza del edificio.
- La primera persona que se encuentra Larry no era Nadine, sino una mujer millonaria llamada Rita Blakemoor que termina muriendo ahogada en vómito mientras dormía junto a Larry en la casa de campaña. Este hecho, que no ocurre en la miniserie, marca a Larry durante el resto de la novela.
- La imagen de Randall Flagg original aparecía en los sueños de los supervivientes, algunas veces vestido con un hábito de monje y no se le veía el rostro, sino "un vacío con dos agujeros rojos en lugar de ojos".
- Muchos de los sueños de los protagonistas varían. Por ejemplo, Fran Goldsmith tiene el sueño de Flagg persiguiéndola por su casa con una percha doblada, haciendo referencia a su embarazo.
- La madre Abigail se enfrentó a unas comadrejas que eran la manifestación de Randall Flagg.
- En la novela, el personaje del niño Joe es chino y se explica con mayor rigor y tiene más protagonismo, puesto que posee el don de la predicción.
- En la novela, Larry se encontró en su camino a Nadine y el niño "Joe". En la miniserie ni Nadine ni Joe tienen relación.
- La madre de Frannie estaba viva y estaba enojada con ella porque estaba embarazada.
- En la serie, Harold era un tipo obeso y no estaba persiguiendo a Frannie, sino que ella era amiga de su hermana, aunque sí estaba enamorado de ella. En la novela Harold no es el típico "nerd" que se personifica en la miniserie sino que es mucho más ilustrado.
- En la miniserie, Nadine abandona a Larry y llega a la Zona Libre con el grupo de Teddy Weizak (interpretado por Stephen King). En la novela, Nadine llega con el grupo de Larry.
- Larry Underwood era un hombre con mucho remordimiento y a medida que avanzan los sucesos de la supergripe, más se mortificaba con lo que ocurría.
- Susan Stern y Dayna Jurgens son rescatadas por el grupo de Stu, Glen, Frannie y Harold de una pandilla que secuestraba mujeres con intereses sexuales, llamando a su grupo "El Zoo". En la miniserie, Sue Stern arriba con el grupo de Nick, Ralph y Tom. No muestran cuando llega Dayna.
- Trashcan Man llega ante Flagg luego de pasar una experiencia humillante por parte de un chico llamado "The Kid". Este sodomiza y amenaza reiteradamente a Trashcan. Su objetivo era asesinar a Randall Flagg para adoptar su poder, así que el Hombre Oscuro toma medidas enviando unos lobos para atacarlo.

## Ediciones en DVD
En España aparte de las ediciones en VHS (todas incluyen 2 VHS de 3 horas de duración cada uno) han aparecido hasta el momento 2 ediciones en DVD:
- La primera salió el 6 de abril de 2004, distribuida por Warner Home Video, la edición incluía 2 DVD.
- La segunda salió el 10 de octubre del 2007 y está distribuida por Paramount Pictures, la edición incluye 2 DVD.

## Premios y nominaciones

### 1994- Casting Society of America (Artios)
- Ganador- Lynn Kressel (Casting a la mejor Miniserie)

### 1994- Premios Emmy
- Ganador- Miniserie- Mejores Efectos especiales: 
Steve Johnson, Bill Corso, David Dupuis, Joel Harlow, Camille Calvet
- Ganador- Miniserie- Al mejor sonido: 
Grand Maxwell, Michael Ruschak, Don Summer
- Nominado- Miniserie- Mejor Dirección artística: 
Nelson Coates, Burton Rencher, Michael Perry, Susan Benjamin
- Nominado- Miniserie- Mejor fotografía: Edward J. Pei
- Nominado- Miniserie- A la mejor miniserie del año: Richard P. Rubinstein, Stephen King, Mitchell Galin, Peter R. McIntosh
- Nominado- Miniserie- A la mejor Música: W.G. Snuffy Walden

### 1995- Premios del sindicato de actores
- Nominado- Gary Sinise al mejor actor del año en una miniserie.